# 4.º Congresso Nacional do Kuomintang
O 4º Congresso Nacional do Kuomintang foi um coletivo de várias reuniões realizadas pelo Partido Nacionalista da China, o Kuomintang, com a principal ocorrendo entre os dias 12 e 23 de Novembro de 1931.
Foi realizado primeiramente em Nanjing com um total de 381 representantes oficiais participaram que participaram da conferência. A reunião elegeu Chiang Kai-Shek, Dai Jitao, Yu Youren, Lin Sen, Cai Yuanpei, Dai Kuisheng, Pan Gongzhan, Enke Batu e Huang Musong como membros do presidium, e Ye Chuqian como secretário-geral. Chiang Kai-shek fez um discurso intitulado "A unidade intrapartidária é a nossa única saída", Ding Weifen apresentou um relatório do Comité Executivo Central e Cai Yuanpei apresentou um relatório do Comité Central de Supervisão.
A segunda reunião é foi a da intitulada Quatro Grandes Escolas Cantonesas, que aconteceu em Guangzhou (Cantão) entre os dias 18 de novembro a 5 de dezembro do mesmo ano e foi presidida por Sun Ke.
Naquele mesmo ano, o Japão havia invadido a Manchuria e na reunião, Sun Ke, condenou a política de Chiang Kai-shek de não contra-atacar o Japão, e afirmou que a cooperação entre Guangdong e as demais cidades deveriam basear-se na renúncia de Chiang, e exigiu que "Chiang deve renunciar", caso contrário o Partido Central ainda será estabelecido no Ministério de Guangzhou e no Governo Nacional. Os participantes da reunião tiveram opiniões diferentes e mais de 200 pessoas retiraram-se da reunião no caminho e mudaram-se para Xangai .
O terceiro encontro foram os Quatro Congressos da Camarilha Wang, que contaram com a participação de 156 representantes. Foi realizado na Concessão Francesa em Xangai em 3 de dezembro. Wang Jingwei presidiu e acusou o governo de Chiang Kai-Shek de "não levar em consideração o espírito de compromisso no combate conjunto à crise nacional." A principal eleição dos membros do Comitê Central foi realizada no final do dia.
O Comité Central do Kuomintang convidou membros dos Comités Centrais de Guangdong e Xangai a virem a Nanjing para realizar a Primeira Sessão Plenária do Quarto Comité Central do Kuomintang Chinês. No entanto algum deles se recusariam a dar continuidade ao congresso enquanto Chiang Kai-shek continuasse na presidência.
Em 15 de dezembro de 1931, Chiang Kai-shek anunciou sua renúncia da presidência e permaneceu apenas como secretário-geral do KMT.

## Sexta Sessão Plenária do Quarto Comitê Central do Partido Comunista Chinês
Em 1º de novembro de 1935, Comitê Permanente do Comitê Central do Kuomintang realizou a Sexta Sessão Plenária do Quarto Comitê Central em Nanjing.
Após a abertura, todos os membros do Comité Central tiraram uma fotografia de grupo em frente à sala de conferências. Todavia, de repente, um homem saiu do grupo de repórteres, sacou a arma e atirou contra Wang Jingwei, que estava no meio da primeira fila. Ele levou dois tiros, um na bochecha esquerda e outro nas costas. 
Wang foi encaminhado ao Hospital Central para tratamento de emergência. Uma bala em sua bochecha esquerda foi removida, enquanto a outra bala permaneceu em seu corpo. O suspeito foi subjugado no local e identificado como Sun Fengwu, repórter da Agência de Notícias Chenguang.